# Where You Lead
«Where You Lead» (с англ. — «Куда ты поведёшь») — песня, написанная Кэрол Кинг и Тони Стерной в 1970 году. Впервые песня была издана на альбоме Кинг Tapestry в 1971 году.

## Версия Барбры Стрейзанд
В том же 1971 году выходит студийный альбом Барбры Стрейзанд Barbra Joan Streisand, в котором записала кавер на эту песню. Она была выпущена в качестве лид-сингла в июне 1971 году Columbia Records. Продюсером записи стал Ричард Перри. Песня достигла 40 места в чарте Billboard Hot 100 и третьего в чарте Adult Contemporary.
В 1972 году песня была представлена на концертном альбоме Live Concert at the Forum, но в качестве мэдли с песней «Sweet Inspiration». Песня была выпущена как сингл в мае 1972 года, снова добравшись только до топ-40 «горячей сотни».

### Чарты
| Чарт (1971)                        | Высшая позиция |
| ---------------------------------- | -------------- |
| Австралия (Kent Music Report)      | 72             |
| Канада (RPM Top Singles)           | 44             |
| Канада (RPM Adult Contemporary)    | 23             |
| США (Billboard Hot 100)            | 40             |
| США (Billboard Adult Contemporary) | 3              |
| США (Cash Box Top 100)             | 40             |